# Ignacio Mesías
Ignacio Sebastián Mesías González (Los Andes, Chile; 16 de octubre del 2000) es un futbolista chileno que se desempeña como delantero y actualmente juega en Unión La Calera de la Primera División de Chile.

## Trayectoria
Nacido en Los Andes, llegó a las inferiores de Unión San Felipe en 2016, donde debutó profesionalmente en el año de 2017.A mediados de 2019 fue cedido a San Antonio Unido,donde jugó por unos meses y marcó dos goles. Más tarde en el año 2020 volvió a Unión San Felipe.
En el año 2022 fue cedido por unos meses a San Marcos de Arica, donde jugó once partidos y marcó un solo gol. A mitad de año vuelve a San Felipe, donde en el año 2023 fue fichado oficialmente por Deportes Melipilla, en el cual jugó veinticinco partidos y marcó ocho goles.
En 2024 fue fichado por Deportes Concepción. En dicha temporada anotó diecinueve goles, siendo el máximo goleador de la temporada 2024 de Deportes Concepción y el máximo goleador de la Segunda División Profesional de Chile.
A finales de noviembre del año 2024, el futbolista es anunciado como incorporación de Unión La Calera, para competir en Primera División de Chile y Copa Chile del año 2025.

## Selección nacional

### Selecciones menores
Disputó el mundial Sub-17 en la India en el año 2017, donde Chile quedó eliminado tras perder contra Inglaterra e Irak y empatando contra México donde en ese partido Ignacio Mesías no jugó, quedando en el último lugar del grupo.
Mesías también jugó un partido amistoso contra la Selección de Bélgica en 2017, donde la Selección Chilena ganó por 1-0.

#### Participaciones en Copas del Mundo
| Competencia                 | Sede  | Resultado    | PJ | Goles |
| --------------------------- | ----- | ------------ | -- | ----- |
| Copa Mundial Sub-17 de 2017 | India | Primera fase | 3  | 0     |

Detalle de partidos
| Partido    | Competencia   | Resultado | Goles |
| ---------- | ------------- | --------- | ----- |
| Inglaterra | U17 World Cup | 0-4       | 0     |
| Irak       | U17 World Cup | 0-3       | 0     |
| Belgica    | Amistosos     | 1-0       | 0     |

## Estadísticas
| Club                        | Div.       | Temporada  | Liga  | Liga  | Copas nacionales | Copas nacionales | Torneos internacionales | Torneos internacionales | Total | Total |
| Club                        | Div.       | Temporada  | Part. | Goles | Part.            | Goles            | Part.                   | Goles                   | Part. | Goles |
| --------------------------- | ---------- | ---------- | ----- | ----- | ---------------- | ---------------- | ----------------------- | ----------------------- | ----- | ----- |
| Unión San Felipe · Chile    | 2.ª        | 2016-17    | 3     | 0     | —                | —                | —                       | —                       | 3     | 0     |
| Unión San Felipe · Chile    | 2.ª        | 2018       | 6     | 0     | 1                | 0                | —                       | —                       | 7     | 0     |
| Unión San Felipe · Chile    | 2.ª        | 2019       | 4     | 0     | 1                | 0                | —                       | —                       | 5     | 0     |
| San Antonio Unido · Chile   | 3.ª        | 2019       | 14    | 2     | —                | —                | —                       | —                       | 14    | 2     |
| Total club                  | Total club | 14         | 2     | 0     | 0                | 0                | 0                       | 14                      | 2     |       |
| Unión San Felipe · Chile    | 2.ª        | 2020       | 11    | 2     | —                | —                | —                       | —                       | 11    | 2     |
| Unión San Felipe · Chile    | 2.ª        | 2021       | 20    | 4     | 1                | 0                | —                       | —                       | 21    | 4     |
| San Marcos De Arica · Chile | 3.ª        | 2022       | 10    | 0     | 1                | 1                | —                       | —                       | 11    | 1     |
| San Marcos De Arica · Chile | Total club | Total club | 10    | 0     | 1                | 1                | 0                       | 0                       | 11    | 1     |
| Unión San Felipe · Chile    | 2.ª        | 2022       | 10    | 0     | —                | —                | —                       | —                       | 10    | 0     |
| Unión San Felipe · Chile    | 2.ª        | 2023       | 1     | 0     | —                | —                | —                       | —                       | 1     | 0     |
| Unión San Felipe · Chile    | Total club | Total club | 55    | 6     | 3                | 0                | 0                       | 0                       | 58    | 6     |
| Deportes Melipilla · Chile  | 3.ª        | 2023       | 25    | 8     | 1                | 0                | —                       | —                       | 26    | 8     |
| Deportes Melipilla · Chile  | Total club | Total club | 25    | 8     | 1                | 0                | 0                       | 0                       | 26    | 8     |
| Deportes Concepción · Chile | 3.ª        | 2024       | 25    | 19    | 1                | 0                | —                       | —                       | 26    | 19    |
| Deportes Concepción · Chile | Total club | Total club | 25    | 19    | 1                | 0                | 0                       | 0                       | 26    | 19    |
| Unión La Calera · Chile     | 1.ª        | 2025       | 0     | 0     | 0                | 0                | —                       | —                       | 0     | 0     |
| Unión La Calera · Chile     | Total club | Total club | 0     | 0     | 0                | 0                | 0                       | 0                       | 0     | 0     |
| Total club                  | Total club | Total club | 129   | 35    | 6                | 1                | 0                       | 0                       | 135   | 36    |
| 1. 2.                       |            |            |       |       |                  |                  |                         |                         |       |       |

### Tripletes
Partidos en los que anotó tres o más goles:
| Partidos en los que anotó tres o más goles | Partidos en los que anotó tres o más goles | Partidos en los que anotó tres o más goles | Partidos en los que anotó tres o más goles | Partidos en los que anotó tres o más goles | Partidos en los que anotó tres o más goles | Partidos en los que anotó tres o más goles |
| N.º                                        | Fecha                                      | Estadio                                    | Partido                                    | Goles                                      | Resultado                                  | Competición                                |
| ------------------------------------------ | ------------------------------------------ | ------------------------------------------ | ------------------------------------------ | ------------------------------------------ | ------------------------------------------ | ------------------------------------------ |
| 1                                          | 11 de mayo de 2024                         | Estadio Ester Roa, Concepción              | Deportes Concepción - Lautaro de Buin      |                                            | 4-0                                        | Segunda División de Chile 2024             |
| 2                                          | 18 de agosto de 2024                       | Estadio Ester Roa, Concepción              | Deportes Concepción - Real San Joaquín     |                                            | 5-2                                        | Segunda División de Chile 2024             |
| 3                                          | 5 de octubre de 2014                       | Estadio Jorge Silva, San Fernando          | Lautaro de Buin - Deportes Concepción      |                                            | 1-5                                        | Segunda División de Chile 2024             |

## Palmarés

### Campeonatos nacionales
| Título           | Equipo              | País  | Año  |
| ---------------- | ------------------- | ----- | ---- |
| Segunda División | Deportes Concepción | Chile | 2024 |

### Distinciones individuales
| Distinción                                                | Año  |
| --------------------------------------------------------- | ---- |
| Máximo goleador de la Segunda División Chilena (19 goles) | 2024 |